# 和布刈神社
和布刈神社（めかりじんじゃ）は、福岡県北九州市門司区門司3492（和布刈地区）に所在する神社。別名「隼人社」（はやとしゃ）。旧社格は県社。
2014年頃から海洋散骨を営んでおり、2020年からは終活相談にも応じている。

## 由緒
社伝によると、仲哀天皇9年（西暦200年）創建とされ、神功皇后が三韓征伐の後に創建されたと伝わる。御祭神は、天照大神の荒魂「撞賢木厳之御魂天疎向津媛命（つきさかきいつのみたまあまさかるむかつひめ）」。別称を「瀬織津姫」といい、潮の満ち引きを司る神である。 
海峡の守護神として崇敬を集め、以下の改修が伝えられている。
- 建武3年（1336年）足利尊氏による神殿造営
- 至徳年間（1384年 - 1387年）大内義弘による神領寄進
- 応永年間（1394年 - 1428年）大内義弘による神殿造営
- 文亀年間（1501年 - 1504年）大内義隆による神殿造営
- 元禄年間（1688年 - 1704年）毛利氏による神領寄進
- 天正3年（1575年）仁保常陸介による神殿造営
- 元和6年（1620年）細川忠興による神領寄進
- 寛永5年（1628年）細川氏による拝殿以下数棟造営

現社殿は明和4年（1767年）小倉藩主小笠原忠総の再建によるものである。

## 和布刈神事

門司港駅前にある和布刈神事像

神功皇后が三韓征伐からの凱旋を祝って、自ら神主となり、早鞆の瀬戸のワカメを神前にささげたという古事に由来する神事である。710年（和銅3年）に和布刈神事のわかめを朝廷に献上したという記録が残る。かつては「神事を見ると目がつぶれる」と言われたが、戦後以降から自由に拝観できる。
毎年旧暦元日の早朝に行われ、横代湯立神楽が奉納された後、3人の神職が干潮の海に降りてワカメを刈りとり、それを神前に供えて航海の安全、豊漁を祈願するものである。
1958年4月3日、福岡県指定無形民俗文化財に認定された。

## 施設
- 本殿
- 拝殿
- 猿田彦大明神
- 稲荷社
- 恵比寿社
- 神饌所
- 細川忠興寄進灯籠
- 宗氏寄進海中灯篭

宗氏（そうし）はかつて対馬国を支配した守護・戦国大名。参勤交代で三年に一度江戸に出仕することとされ、海路を利用中、和布刈神社に立ち寄り航海の安全を祈願し海中灯篭を寄進した。
- 小笠原氏寄進灯籠
- 飯尾宗祇句碑 - 「舟みえて霧も追門(せと)こすあらしかな」

室町時代の連歌師飯尾宗祇は60歳の1480年（文明12年）9月、滞在中の周防（山口県）の大名大内政弘のもとから連歌の守護神とされていた太宰府天満宮の参詣へ旅立った。この旅の途上で平家一門の菩提を弔う阿弥陀寺（現在の赤間神宮―下関市）に立ち寄った。この時の連歌の会で詠んだ句を刻んだ句碑が、1915年（大正4年）、当地に建てられた。
- 松本清張文学碑 - 「神官の着ている白い装束だけが火を受けて、こよなく清浄に見えた。この瞬間、時間も、空間も、古代に帰ったように思われた。」（小説「時間の習俗」より）
- 高浜虚子句碑 - 「夏潮の今退く平家亡ぶ時も」

1941年（昭和16年）に虚子が門司を訪れた際に読んだ句碑が早鞆稲荷の鳥居脇にある。1956年（昭和31年）に設置された。
- 供養塚

日本の民間信仰である古神道において、祈願祈念や感謝や慰霊の記念として、自然のままの岩や祠（木造や石造）や石塔などの碑であり、古神道に由来する観念として、荒ぶる神にならぬよう祀ったものである。古神道の根幹をなす、万物に神や命が宿るという観念から塚を建立し慰霊し感謝や祈願を込めて祀ったものである。

## 文化財
- 和布刈神社文書 9通 附 近世文書 1通[6]
- 毛利隆元・元就の書翰
- 干珠・満珠
- 和布刈鎌

## 和布刈神社を舞台とした作品
- 『和布刈』謡曲
- 『時間の習俗』（松本清張）
和布刈神事をアリバイ工作に用いている。
- 『ほとほと……』  (赤瀬川隼)

## アクセス
- JR門司港駅から西鉄バス「和布刈」行きで14分、「和布刈神社前」下車すぐ
- 関門国道トンネル門司側人道口そば
- 関門橋門司港インターチェンジから2.1㎞、九州自動車道門司インターチェンジから5㎞
- 北九州高速4号線春日出入口から3.8㎞

## ギャラリー

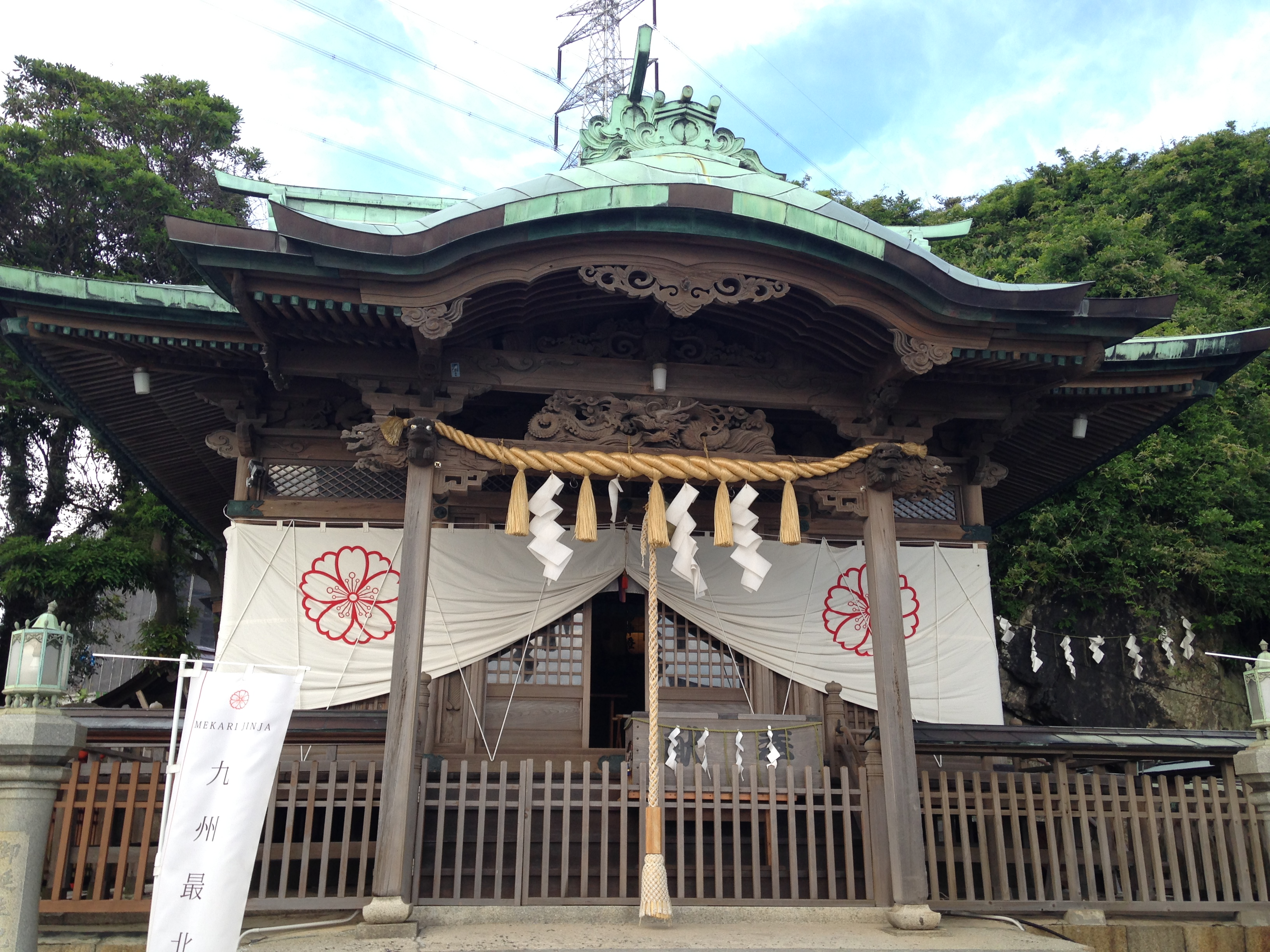
拝殿
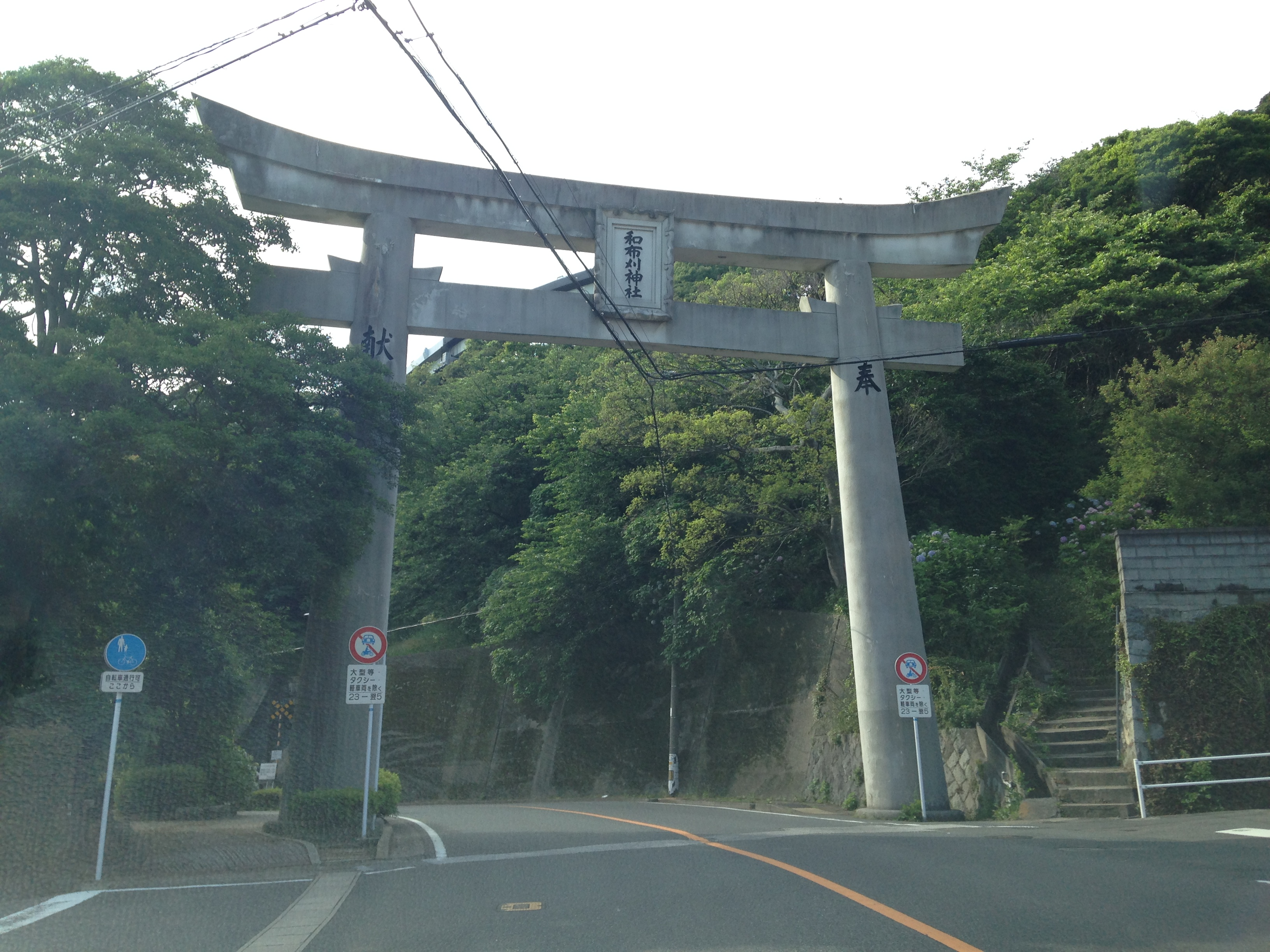
大鳥居
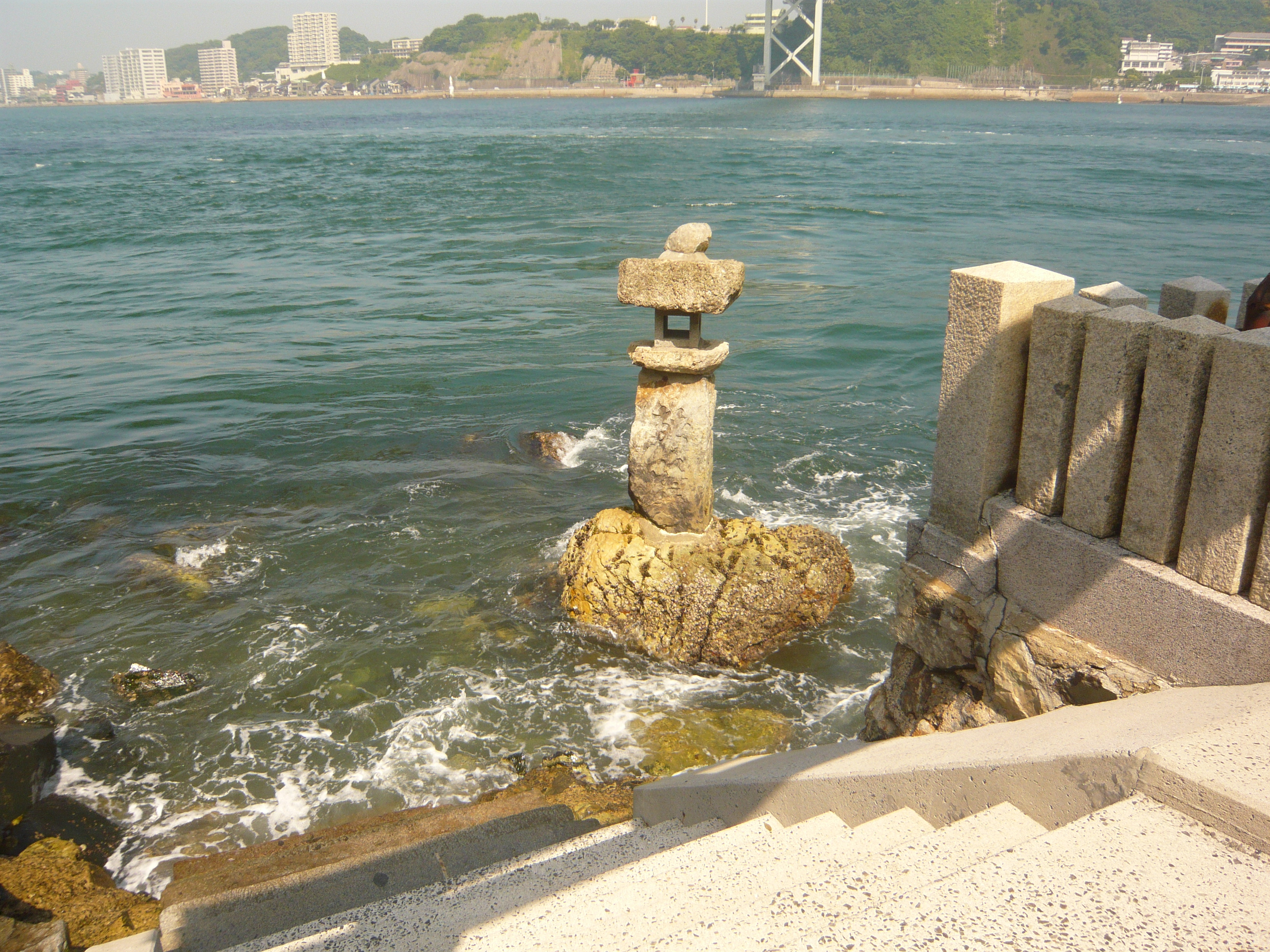
和布刈神事の舞台となる海への階段
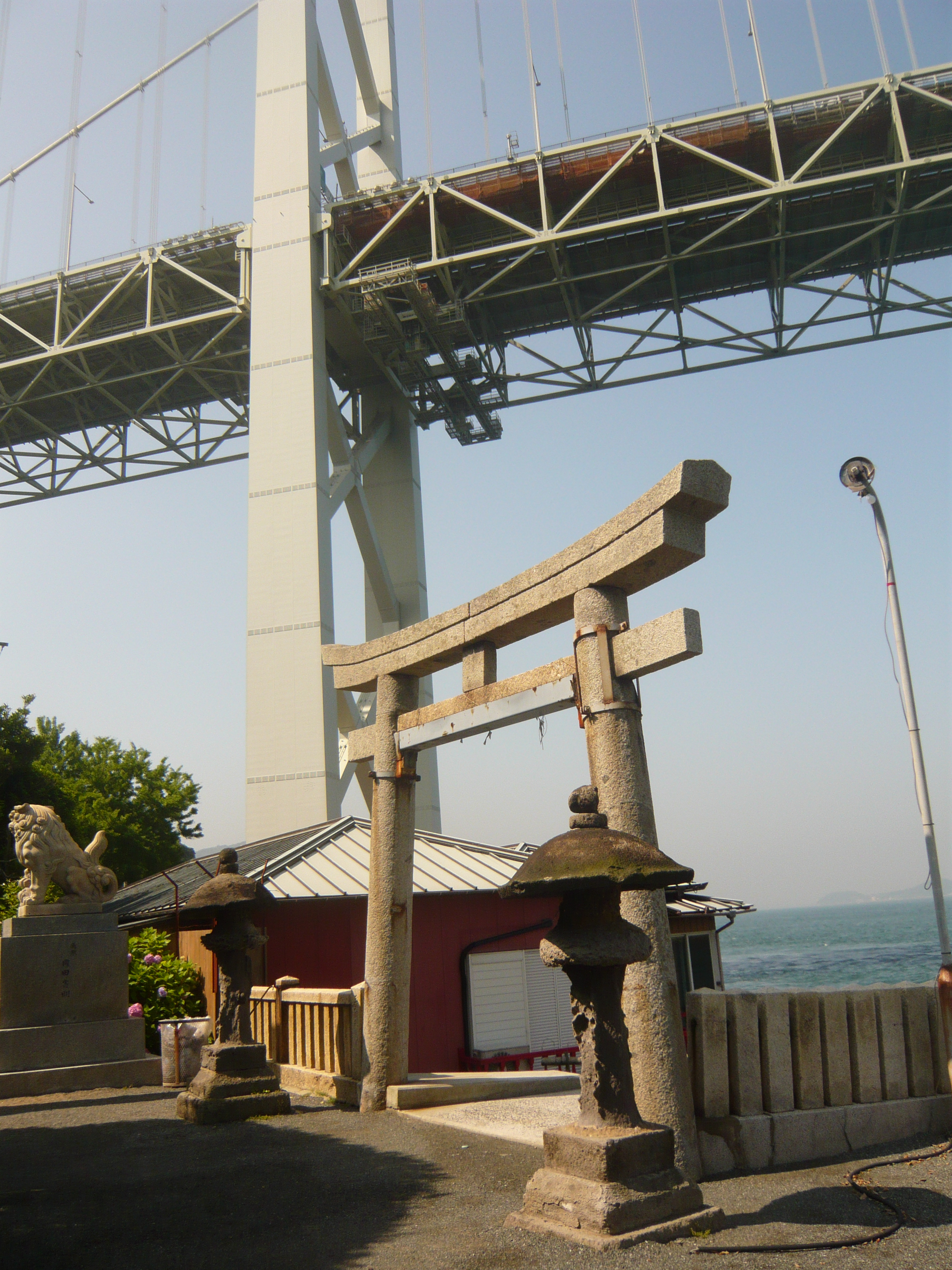
鳥居と関門橋
拝殿横の松本清張文学碑
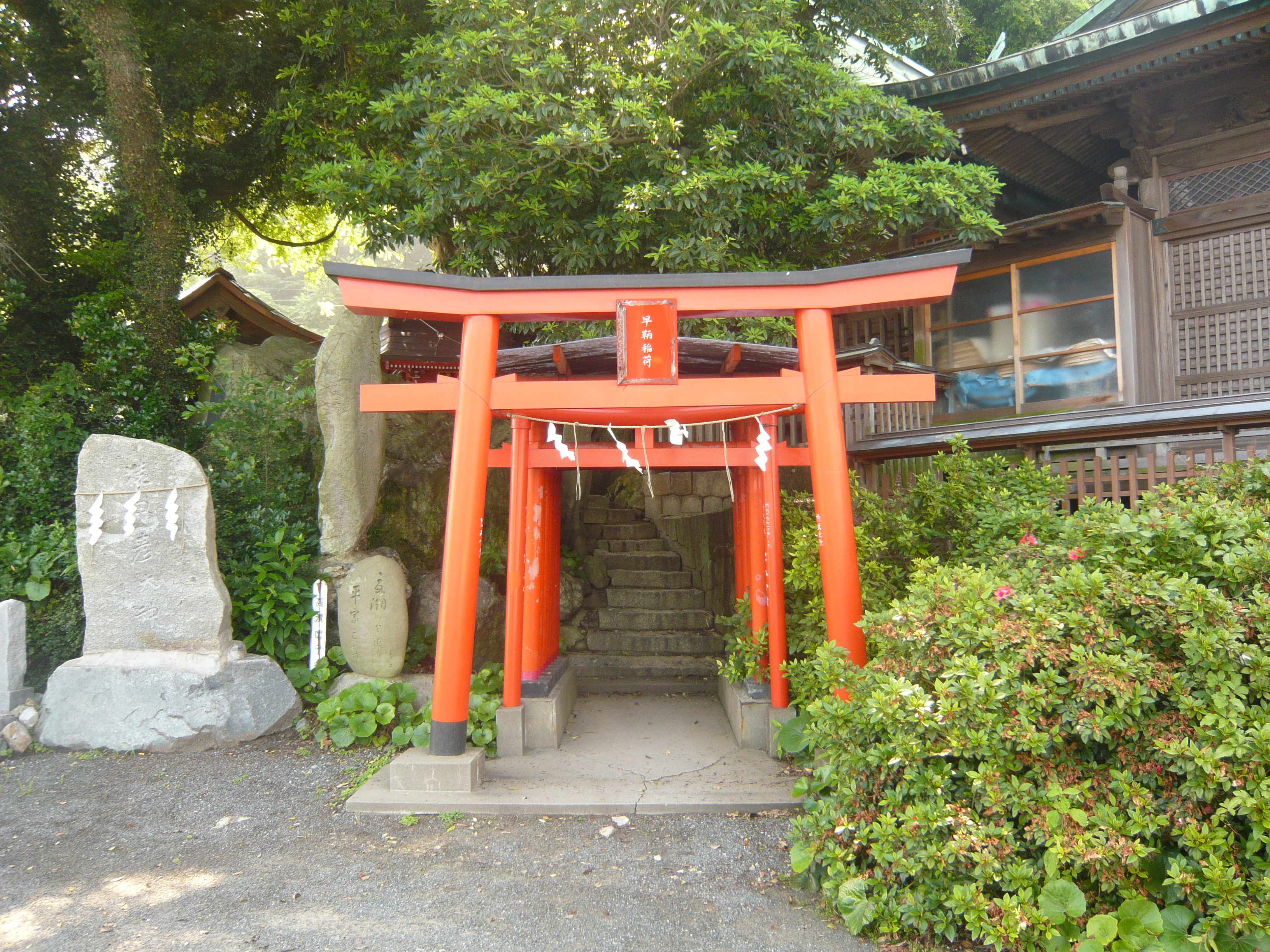
境内にある早鞆稲荷
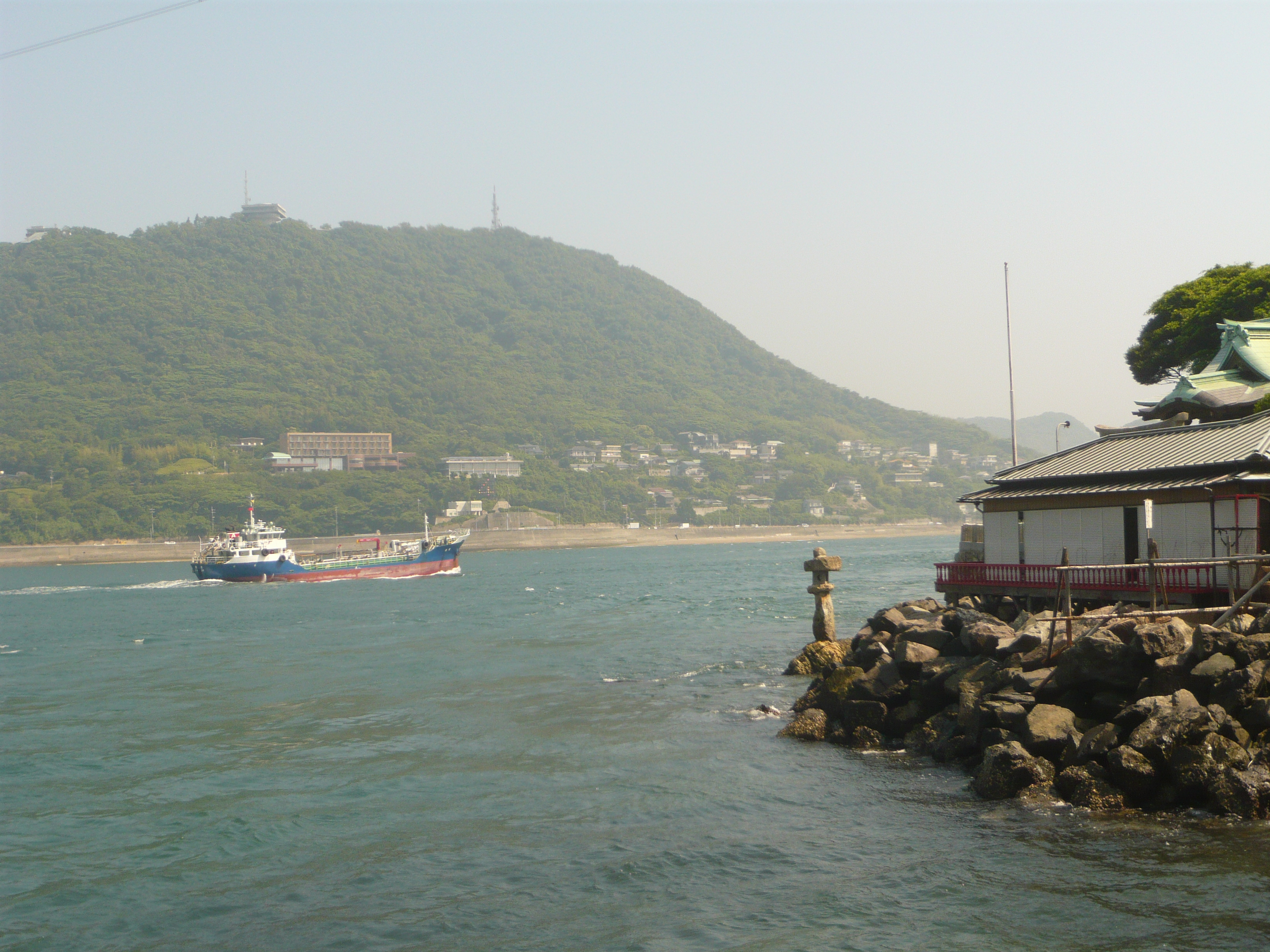
和布刈神社と関門海峡
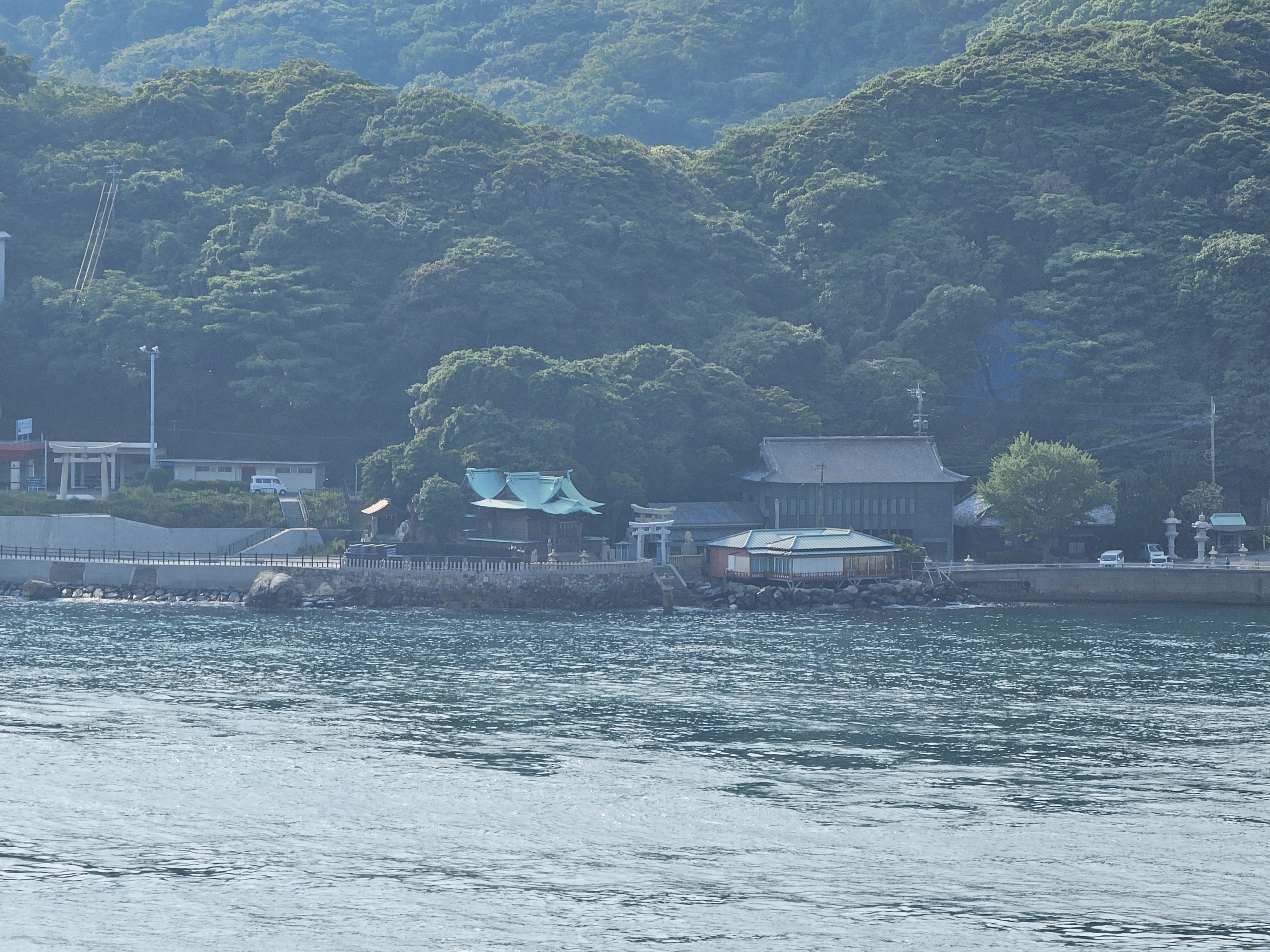
関門自動車道壇之浦パーキングエリアからみた和布刈神社